# Municipis del Cantó de Basilea-Ciutat

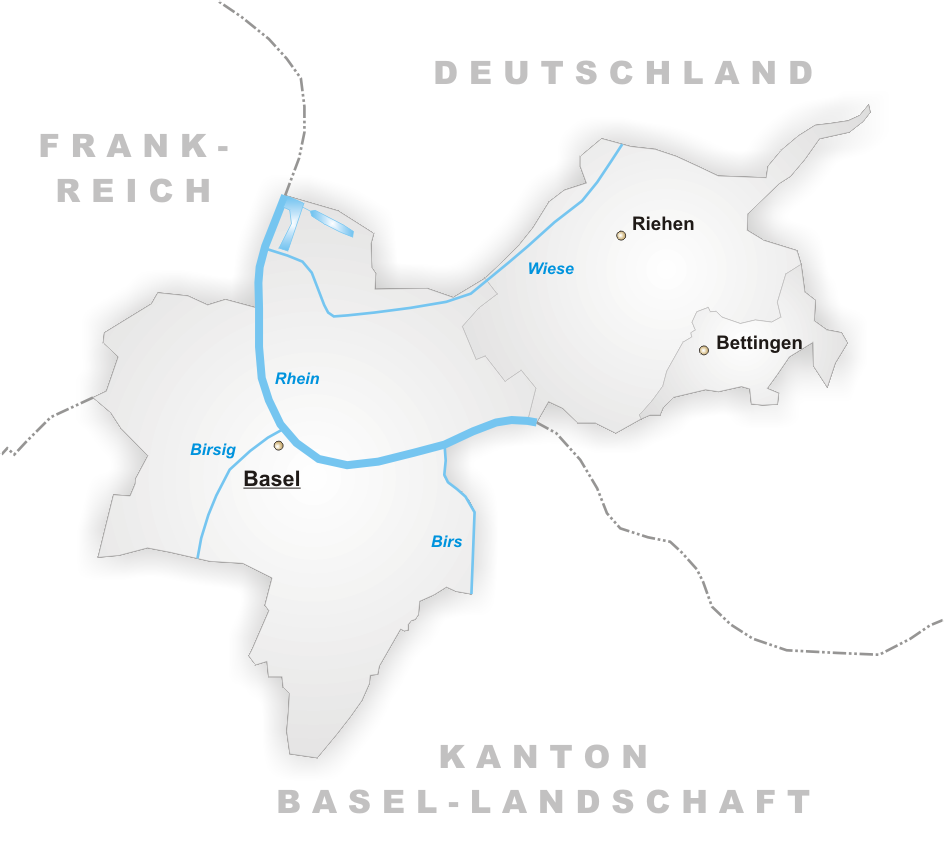
Mapa dels municipis del cantó de Basilea-Ciutat2007.

Els Municipis del Cantó de Basilea-Ciutat (Suïssa) són 3 i no s'agrupen en cap districte. Basilea-Ciutat a més de ser el cantó més petit del país, també és el que té menys municipis:

## Llista
| Nom       | N° OFS | Població (2007) | Superfície (km²) | Densitat (hab./km²) |
| --------- | ------ | --------------- | ---------------- | ------------------- |
| Basilea   | 2701   | 163081          | 23.91            | 6820.62             |
| Bettingen | 2702   | 1199            | 2.23             | 537.67              |
| Riehen    | 2703   | 20542           | 10.86            | 1891.53             |
| Total     |        | 184822          | 37               | 4995.19             |